# عروسی (فیلم ۱۹۷۳)
عروسی (سوئدی: Bröllopet) یک فیلم درام سوئدی به کارگردانی یان هالدوف است که در سال ۱۹۷۳ منتشر شد.

## بازیگران
- هنس کلینگا
- استلان اسکاشگورد
- سیکان کارلسون
- آنالیسا اریکسون
- باربرو هیورت آو اورنس
- اینیا ژیل
- بوریه نیبری
- گاس دالستروم
- مارگارتا کروک
- یوستا کرانتس
- نیلس هالبری